# Giải bóng đá U-21 Quốc gia 2002
Giải bóng đá U-21 Quốc gia 2002, tên gọi chính thức là Giải bóng đá U-21 Toàn quốc – Cúp Báo Thanh Niên 2002, là mùa giải thứ sáu của Giải bóng đá Vô địch U-21 Quốc gia do Liên đoàn bóng đá Việt Nam (VFF) phối hợp với báo Thanh Niên tổ chức. Vòng chung kết của giải đấu, gồm 8 đội bóng, được tổ chức tại Đà Nẵng từ ngày 19 tháng 7 đến ngày 28 tháng 7 năm 2002. 

## Vòng loại

### Các đội vượt qua vòng loại
| Câu lạc bộ            | Tư cách vượt qua vòng loại | Tham dự vòng chung kết | Thành tích tốt nhất        |
| --------------------- | -------------------------- | ---------------------- | -------------------------- |
| Đà Nẵng               | Chủ nhà                    | 4 lần                  | Á quân (1999, 2001)        |
| Sông Lam Nghệ An      | Đương kim vô địch          | 4 lần                  | Vô địch (2000, 2001)       |
| Nam Định              | Bảng A                     | 2 lần                  | Hạng ba (2001)             |
| Thể Công              | Bảng A                     | 4 lần                  | Vô địch (1997, 1998, 1999) |
| Bình Định             | Nhất bảng B                | 3 lần                  | Vòng bảng (1998, 1999)     |
| Thành phố Hồ Chí Minh | Nhất bảng C nhóm 1         | 3 lần                  | Á quân (1997)              |
| Gạch Đồng Tâm         | Nhất bảng C nhóm 2         | 4 lần                  | Á quân (2000)              |
| An Giang              | Nhất bảng C nhóm 3         | 2 lần                  | Hạng tư (2001)             |

## Địa điểm
Tất cả các trận đấu của vòng chung kết diễn ra tại sân vận động Chi Lăng, thành phố Đà Nẵng.
| Đà Nẵng               |
| --------------------- |
| Sân vận động Chi Lăng |
| Sức chứa: 25.000      |
|                       |

## Vòng bảng
Tám đội tham dự được chia thành hai bảng, thi đấu vòng tròn một lượt để chọn ra hai đội đứng đầu mỗi bảng vào bán kết. Lễ bốc thăm chia bảng cho vòng chung kết đã diễn ra tại Đà Nẵng vào ngày 17 tháng 7 năm 2002.

### Bảng A
| VT | Đội                   | ST | T | H | B | BT | BB | HS | Đ | Giành quyền tham dự     |
| -- | --------------------- | -- | - | - | - | -- | -- | -- | - | ----------------------- |
| 1  | Thành phố Hồ Chí Minh | 3  | 2 | 0 | 1 | 5  | 2  | +3 | 6 | Vòng đấu loại trực tiếp |
| 2  | Đà Nẵng               | 3  | 2 | 0 | 1 | 3  | 1  | +2 | 6 | Vòng đấu loại trực tiếp |
| 3  | An Giang              | 3  | 1 | 0 | 2 | 1  | 6  | −5 | 3 |                         |
| 4  | Nam Định              | 3  | 1 | 0 | 2 | 2  | 2  | 0  | 3 |                         |

1. 1 2  Điểm đối đầu: An Giang 3, Nam Định 0.

| An Giang      | 1–0      | Nam Định |
| ------------- | -------- | -------- |
| Hoài Thanh 3' | Chi tiết |          |

| Đà Nẵng | 0–1      | Thành phố Hồ Chí Minh |
| ------- | -------- | --------------------- |
|         | Chi tiết | Hậu Đan 32'           |

| Thành phố Hồ Chí Minh                     | 4–0      | An Giang |
| ----------------------------------------- | -------- | -------- |
| - Hậu Đan 27', 82' - Hoàng Vương 55', 56' | Chi tiết |          |

| Đà Nẵng       | 1–0      | Nam Định |
| ------------- | -------- | -------- |
| Phước Đức 44' | Chi tiết |          |

| Nam Định                           | 2–0      | Thành phố Hồ Chí Minh |
| ---------------------------------- | -------- | --------------------- |
| - Thanh Nguyên 73' - Duy Hoàng 76' | Chi tiết |                       |

| An Giang | 0–2      | Đà Nẵng             |
| -------- | -------- | ------------------- |
|          | Chi tiết | - Công Sỹ 20' - 52' |

### Bảng B
| VT | Đội              | ST | T | H | B | BT | BB | HS | Đ | Giành quyền tham dự     |
| -- | ---------------- | -- | - | - | - | -- | -- | -- | - | ----------------------- |
| 1  | Sông Lam Nghệ An | 3  | 2 | 0 | 1 | 6  | 2  | +4 | 6 | Vòng đấu loại trực tiếp |
| 2  | Gạch Đồng Tâm    | 3  | 1 | 2 | 0 | 4  | 3  | +1 | 5 | Vòng đấu loại trực tiếp |
| 3  | Bình Định        | 3  | 1 | 1 | 1 | 4  | 3  | +1 | 4 |                         |
| 4  | Thể Công         | 3  | 0 | 1 | 2 | 2  | 8  | −6 | 1 |                         |

| Sông Lam Nghệ An   | 2–0      | Thể Công |
| ------------------ | -------- | -------- |
| Văn Quyến 11', 29' | Chi tiết |          |

| Gạch Đồng Tâm | 0–0 | Bình Định |
| ------------- | --- | --------- |
|               |     |           |

| Sông Lam Nghệ An                              | 3–0      | Bình Định |
| --------------------------------------------- | -------- | --------- |
| - Ngọc Tú 4' - Công Vinh 69' - Quang Tuấn 84' | Chi tiết |           |

| Thể Công                                 | 2–2      | Gạch Đồng Tâm                    |
| ---------------------------------------- | -------- | -------------------------------- |
| - Tuấn Phi 28' - Duy Đông 44' - Anh Tuấn | Chi tiết | - Ngọc Quang 32' - Phước Thọ 57' |

| Thể Công  | 0–4      | Bình Định                                 |
| --------- | -------- | ----------------------------------------- |
| - Văn Nam | Chi tiết | - Khoa Thanh 30', 88' - Hoàng Vũ 45', 57' |

| Gạch Đồng Tâm              | 2–1      | Sông Lam Nghệ An |
| -------------------------- | -------- | ---------------- |
| Ngọc Quang 44', ?' (ph.đ.) | Chi tiết | Công Vinh 32'    |

## Vòng đấu loại trực tiếp

### Bán kết
| Thành phố Hồ Chí Minh | 1–0 (s.h.p.) | Gạch Đồng Tâm |
| --------------------- | ------------ | ------------- |
| Anh Kiệt 118'         | Chi tiết     |               |

| Sông Lam Nghệ An                                      | 3–1      | Đà Nẵng                      |
| ----------------------------------------------------- | -------- | ---------------------------- |
| - Văn Quyến 14', 61' - Thanh Hoàn 18' - Tân Thịnh 55' | Chi tiết | - Anh Vũ 68' - Ngọc Long 44' |

### Tranh hạng ba
| Gạch Đồng Tâm | 4–0      | Đà Nẵng |
| ------------- | -------- | ------- |
| - Ngọc Quang  | Chi tiết |         |

### Chung kết
| Thành phố Hồ Chí Minh | 0–1      | Sông Lam Nghệ An |
| --------------------- | -------- | ---------------- |
|                       | Chi tiết | - Thanh Hoàn 65' |

## Thống kê

### Vô địch
| Vô địch Giải bóng đá U-21 Quốc gia 2002 |
| --------------------------------------- |
| Sông Lam Nghệ An Lần thứ 3              |

### Các giải thưởng
Các giải thưởng dưới đây đã được trao sau khi giải đấu kết thúc:
| Vua phá lưới                     | Cầu thủ xuất sắc nhất             | Thủ môn xuất sắc nhất                  | Giải phong cách |
| -------------------------------- | --------------------------------- | -------------------------------------- | --------------- |
| Huỳnh Ngọc Quang (Gạch Đồng Tâm) | Phạm Văn Quyến (Sông Lam Nghệ An) | Đặng Phước Anh (Thành phố Hồ Chí Minh) | Bình Định       |

### Đội hình tiêu biểu
Đội hình tiêu biểu của giải đấu, do ban tổ chức bình chọn, là đội hình gồm những cầu thủ thi đấu ấn tượng nhất tại các vị trí được chọn lựa trong giải đấu.
| Cầu thủ                           | Cầu thủ | Cầu thủ                                | Cầu thủ | Cầu thủ                             | Cầu thủ  | Cầu thủ                              |
| Thủ môn                           | Hậu vệ  | Hậu vệ                                 | Tiền vệ | Tiền vệ                             | Tiền đạo | Tiền đạo                             |
| --------------------------------- | ------- | -------------------------------------- | ------- | ----------------------------------- | -------- | ------------------------------------ |
| Dương Hồng Sơn (Sông Lam Nghệ An) | LB      | Nguyễn Lâm Tấn (Sông Lam Nghệ An)      | LM      | Trần Đoàn Khoa Thanh (Bình Định)    | LW       | Đặng Hậu Đan (Thành phố Hồ Chí Minh) |
| Dương Hồng Sơn (Sông Lam Nghệ An) | CB      | Doãn Nhật Tiến (Thành phố Hồ Chí Minh) | CM      | Nguyễn Hoàng Thương (Gạch Đồng Tâm) | CF       | Phạm Văn Quyến (Sông Lam Nghệ An)    |
| Dương Hồng Sơn (Sông Lam Nghệ An) | CB      | Nguyễn Ngọc Tú (Sông Lam Nghệ An)      | RM      | Lê Quang Cường (Đà Nẵng)            | RW       | Huỳnh Ngọc Quang (Gạch Đồng Tâm)     |
| Dương Hồng Sơn (Sông Lam Nghệ An) | RB      | Phạm Hải Nam (Sông Lam Nghệ An)        | RM      | Lê Quang Cường (Đà Nẵng)            | RW       | Huỳnh Ngọc Quang (Gạch Đồng Tâm)     |

### Cầu thủ ghi bàn
Đã có 37 bàn thắng ghi được trong 16 trận đấu, trung bình 2.31 bàn thắng mỗi trận đấu.